# Alticola roylei
Alticola roylei е вид бозайник от семейство Хомякови (Cricetidae). Видът е почти застрашен от изчезване.

## Разпространение
Видът е разпространен в Индия.